# Odynerus guerinii
Odynerus guerinii är en stekelart som beskrevs av Henri Saussure. Odynerus guerinii ingår i släktet lergetingar, och familjen Eumenidae. Utöver nominatformen finns också underarten O. g. rufoflavus.